# Luboń
Luboń (německy Luban) je město v Polsku, ve Velkopolském vojvodství, v Poznaňském okrese. Luboń leží na řece Wartě. Jeho rozloha je 13,5 km², na konci roku 2022 v něm žilo 32 848 obyvatel.